# Kirow (Schiff, 1938)
Die Kirow (russisch „Киров“) war ein Schwerer Kreuzer der sowjetischen Marine und Typschiff der Kirow-Klasse. Namensgeber des Schiffes war der sowjetische Staats- und Parteifunktionär Sergei Mironowitsch Kirow.

## Baugeschichte
1933 gelang es der sowjetischen Marine, die Baupläne der Montecuccoli-Klasse von Italien zu erwerben. Diese wurden für die sowjetischen Gegebenheiten angepasst und umstrukturiert. Das Ergebnis war der Plan für einen Schweren Kreuzer. Dieser wurde am 29. Dezember 1934 vom Rat der Volkskommissare genehmigt. Es sollten sechs Einheiten in drei Baulosen gebaut werden. 1935 erfolgte die Kiellegung der ersten beiden Schiffe als „Projekt 26“ für die Baltische Flotte. Es folgten zwei Schiffe als „Projekt 26-bis“ für die Schwarzmeerflotte und zwei Schiffe als „Projekt 26-bis2“ für die Pazifikflotte. Die Kiellegung der Kirow erfolgte am 22. Oktober 1935 in der Ordschonikidse-Werft in Leningrad. Am 30. November 1936 lief sie als erste Einheit der Klasse vom Stapel. Das Schiff wurde am 23. September 1938 in Dienst gestellt.

## Technische Daten

### Abmessungen
Die Kirow war 191,3 m lang, 17,66 m breit, hatte einen maximalen Tiefgang von 6,35 m und eine Standardverdrängung von 7756 t.

### Maschinenanlage
Für die Kirow-Klasse waren sechs ölbefeuerte Wasserrohrkessel vom Yarrow-Normand-Typ und zwei Getriebeturbinen vorgesehen. Für die Kirow wurde allerdings die Maschinenanlage des italienischen Kreuzers Eugenio di Savoia verwendet. Diese bestand aus sechs Wasserrohrkesseln, die von der Firma Ansaldo gebaut und geliefert wurden, und zwei Turbinen vom Belluzzo-Typ. Über zwei Wellen wurden jeweils eine dreiflügelige Schraube mit je 4,67 m Durchmesser angetrieben. Die Anlage erreichte eine Leistung von 133.000 PS (97.821 kW). Während einer Probefahrt wurde damit eine Geschwindigkeit von 36,72 kn (68 km/h) erreicht.

### Panzerung
Die Kirow verfügte über einen 50 mm starken, 121 Meter langen und 3,4 Meter hohen Seitenpanzer, wobei 2,1 Meter über und 1,3 Meter unter der Wasserlinie lagen. Die Rudermaschine verfügte über eine Panzerbox von 20 mm Stärke. Die Kommandobrücke war an der Stirnseite mit 150 mm gepanzert, wobei der Panzer an den Seiten auf 100 mm verjüngt wurde. Das Panzerdeck, die Rauchfänge, die Turmbarbetten und die Fronten der Geschütztürme wiesen eine Panzerstärke von 50 mm auf. Das Schiff verfügte zusätzlich über einen Doppelboden. Aus Platzgründen wurde auf Torpedoschotte verzichtet.

### Bewaffnung
Bei Indienststellung verfügte die Kirow als Hauptbewaffnung über neun 18-cm-L/57-B-1-P-Modell-1932-Schnellfeuergeschütze in drei Drillingstürmen. Hinzu kamen sechs 10-cm-Flak L/56 B-34 Modell 1938, sechs 4,5-cm-Flak L/46 21-KM Modell 1932 und vier Fla-MG Kaliber 12,7 mm vom Typ DSchK. Das Schiff verfügte über sechs Torpedorohre mit 53,3 cm Durchmesser und konnte 100 Seeminen mitführen.
1942 wurde die leichte Flakbewaffnung grundlegend geändert. Die 4,5-cm-Flak L/46 21-KM Modell 1932 wurden entfernt und durch fünfzehn 3,7-cm-Flak L/67 70-K Modell 1939/1940 ersetzt. Zudem wurde die Anzahl der 12,7-mm-DSchK auf zwanzig erhöht.
1953 wurde die Bewaffnung erneut überarbeitet. Lediglich die neun Hauptgeschütze blieben erhalten. Alle anderen Geschütze wurden ersetzt durch sechs 10,0-cm-B-34USM und fünfzehn 3,7-cm-Flugabwehrkanonen M1939 (61-K). Die Torpedobewaffnung, Seeminen und Bordflugzeuge inklusive Katapult entfielen ersatzlos.

### Sensoren und Elektronik
Bei Indienststellung verfügte die Kirow über einen Entfernungsmesser von Typ KPD-6 und drei auf den Hauptgeschütztürmen befindliche 6-Meter-Geräte Typ DM-6. Die Daten wurden über das Zentralfeuerleitsystem Molnija verarbeitet. 1944 wurden moderne englische Radarsysteme eingerüstet. Dies waren ein Luftsuchradar Typ 291, ein Luftabwehrleitradar Typ 282, ein Feuerleitradar Typ 284 und zwei Feuerleitradare Typ 285.
Während der umfangreichen Reparatur- und Instandsetzungsarbeiten zwischen 1949 und 1953 wurde das Schiff auf sowjetische Systeme umgestellt. Es erhielt das Luftsuchradar Gyuys, das Flugabwehrleitradar Yakor, das Oberflächensuchradar Rif, das Feuerleitradar Zalp und das Feuerkontrollsystem Zenit-26.

## Einsatzgeschichte
Die Kirow war während ihrer gesamten Dienstzeit der Baltischen Flotte zugeteilt. Ihren ersten Kampfeinsatz hatte sie während des Sowjetisch-Finnischen Krieges. Sie eskortierte die Zerstörer Smetliwy und Stremitelny entlang der finnischen Küste und beschoss mit ihnen gemeinsam Küstengeschütze auf der Insel Russarö. Die Kirow gab 35 Schuss ab und wurde durch Nahtreffer leicht beschädigt. Erste Reparaturen erfolgten in Liepāja. Im Oktober 1940 verlegte sie nach Kronstadt, wo sie bis zum 21. Mai 1941 für Restreparaturen blieb.
Mit Beginn des Unternehmens Barbarossa im Juni 1941 wurde die Kirow im Golf von Riga eingeschlossen. Sie unterstützte dort zwischen dem 24. und 27. Juni Minenlegeaktionen sowjetischer Zerstörer in der Irbenstraße. Durch starke Gewichtsreduzierung gelang es der Kirow, ihren Tiefgang zu verringern und trotz der Untiefen im Moonsund zwischen der Insel Muhu und dem Festland hindurch Tallinn zu erreichen. Dort unterstützte sie die Verteidigung mit Geschützfeuer. Während der Evakuierung der Stadt fungierte sie als Flaggschiff der Evakuierungsflotte und erreichte Ende August 1941 Leningrad.
Während der Leningrader Blockade unterstützte sie mehrfach die Verteidigung durch Artilleriefeuer. Sie wurde mehrfach von Flugzeugen und Artillerie getroffen und beschädigt. So bei zwei Luftangriffen im Rahmen des Unternehmens Eisstoß, bei dem am 4. und 5. April 1942 die Kampfgeschwader 1 und 4, die Sturzkampfgeschwader 1 und 2 und das Jagdgeschwader 54 den Hafen von Leningrad angriffen. Dabei erlitt sie zusammen mit anderen Schiffen eine Beschädigung durch einen Bombentreffer. Ihren einzig weiteren Kriegseinsatz hatte sie Mitte 1944, als sie die Wyborg-Petrosawodsker Operation wieder durch Artillerie unterstützte.
Nach Kriegsende lief die Kirow am 17. Oktober 1945 auf eine noch nicht geräumte deutsche Magnetmine und wurde schwer beschädigt. Die Reparaturen dauerten bis zum 20. Dezember 1946. Zwischen November 1949 und April 1953 wurde das Schiff komplett überholt und die britischen Radarsysteme gegen sowjetische Systeme ausgetauscht. Danach nahm sie regelmäßig an Manövern in der Ostsee teil. Am 2. August 1961 wurde die Kirow als Ausbildungsschiff reklassifiziert. Auf ihren Ausbildungsfahrten besuchte sie mehrfach Polen und die DDR. Am 22. Februar 1974 wurde die Kirow zum Abbruch verkauft. Zwei Geschütztürme stehen als Denkmal in Sankt Petersburg.